# 1571年
| 千纪： | 2千纪 |
| 世纪： | 15世纪 \| 16世纪 \| 17世纪                                                                                 |
| 年代： | 1540年代 \| 1550年代 \| 1560年代 \| 1570年代 \| 1580年代 \| 1590年代 \| 1600年代                           |
| 年份： | 1566年 \| 1567年 \| 1568年 \| 1569年 \| 1570年 \| 1571年 \| 1572年 \| 1573年 \| 1574年 \| 1575年 \| 1576年 |
| 纪年： | 辛未年（羊年）；明隆庆五年；越南莫朝崇康四年，后黎朝正治十四年；日本元龜二年                               |

## 大事记
- 明朝封俺答汗为顺義王，開放大同、張家口、寧夏、甘肅等十一處邊境貿易口岸，史稱俺答封貢，蒙古與明朝結束近兩百年的敵對關係。
- 坎特伯雷教牧人員代表會議通過基督新教聖公宗英格蘭聖公會的教義文獻《三十九條信綱》。
- 1月，奧斯曼帝國占領了賽普勒斯島大部並圍困了僅剩的孤城法馬古斯塔。
- 2月，織田信長趁志賀之陣結束後的空檔，調派大軍包圍淺井家重臣磯野員昌鎮守的佐和山城，因淺井長政未發兵救援，磯野員昌接受丹羽長秀的勸告投降，結束為期半年的佐和山城之戰，織田信長鞏固了南近江的支配權。
- 1月11日——奧地利貴族開始享有宗教自由。
- 1月23日——伦敦皇家交易所开始营业[1]。
- 5月20日——教宗、西班牙和威尼斯共和国达成神圣同盟抵抗奥斯曼帝国。
- 5月24日——克里米亞汗國德夫萊特·格萊汗攻陷莫斯科，屠殺了15萬人，並焚燒莫斯科。
- 6月24日——西班牙殖民者建马尼拉城(今為马尼拉市王城區)
- 6月，朝倉義景把女兒嫁與顯如的兒子教如，進成策略婚姻。
- 7月，松永久秀同三好三人眾跟三好義繼出兵攝津國襲擊足利家臣和田惟政，但在細川藤孝跟三淵藤英的救援下，松永、三好聯軍攻擊未果後撤退。
- 8月1日——賽普勒斯法馬古斯塔的威尼斯共和國守軍向奧斯曼帝國投降。
- 8月4日——辰市城之戰，松永久秀聯合三好義繼及河內豪族起兵背叛織田信長，攻打親織田的筒井順慶所屬辰市城，但松永、三好聯軍未能攻克城池，甚至被筒井軍反撲，接連攻陷原屬松永方的多個城池。
- 8月28日——池田家臣荒木村重與足利義昭麾下和田惟政爆發白井河原之戰，結果和田惟政戰死，荒木村重戰勝。
- 9月12日——織田信長率大軍包圍了庇護淺井長政、朝倉義景軍的比叡山延曆寺，下令放火燒山，從寺裏逃出來的善信與僧侶，全部無一倖免。
- 9月，淺井長政趁 木下藤吉郎離開橫山城前往岐阜城參見織田信長時，派遣淺井井規、赤尾清冬攻打橫山城，木下藤吉郎聞訊後迅速回援，反倒擊破淺井軍，淺井井規跟赤尾清冬收兵回師小谷城，淺井家的家臣宮部継潤投降。
- 10月7日——威尼斯共和國、西班牙和教宗的联合舰队在勒班陀海战中击败奧圖曼帝國舰队。
- 10月21日——北條氏康逝世，繼任北條家的北條氏政與武田信玄達成和睦再度締結甲相同盟（日语：甲相同盟），越相同盟（日语：越相同盟）破裂，武田信玄接受時任幕府將軍的足利義昭對發起的對信長包圍網作戰同盟邀約，寄身於小田原城的今川氏真被逼離開相模國投靠德川家康。
- 11月，筒井順慶在佐久間信盛跟明智光秀仲介投降織田信長，織田信長仲介松永久秀跟筒井順慶和談。

## 出生
- 嘉布莉埃尔·德·埃丝特蕾，法国国王亨利四世的宠妇（逝世于1599年）
- 托马斯·文图尔，火药阴谋参与者（逝世于1606年）
- 1月27日——阿拔斯一世，波斯国王（1629年逝世）
- 2月15日——迈克尔·普雷托里乌斯，德国作曲家（也可能1572年出生，1621年逝世）
- 5月11日——丹羽長重，日本将军（逝世于1637年）
- 9月29日——卡拉瓦乔，意大利艺术家（逝世于1610年）
- 10月——蒂尔索·德·萸林纳，西班牙剧作家（逝世于1648年）
- 12月9日——梅提斯，荷兰天文学家（逝世于1635年）
- 12月27日——开普勒，德国天文学家（1630年逝世）
- 12月31日——後陽成天皇，日本第107代天皇（1617年逝世）

## 逝世
- 归有光，明朝散文家（出生于1506年）
- 2月13日——本韦努托·切利尼，意大利雕塑家（出生于1500年）
- 3月6日——塚原卜傳，日本剑客（出生于1489年）
- 4月6日——约翰·汉密尔顿，苏格兰大主教（约出生于1511年）
- 7月6日——毛利元就，日本大名（出生于1497年）
- 7月15日——島津貴久，日本大名（出生于1514年）
- 10月7日——穆罕默德·西洛可，奧斯曼帝國政治人物和海軍卡普丹帕夏，於勒班陀戰役陣亡。
- 10月7日——穆阿津札德·阿里·帕夏，奧斯曼帝國駐埃及亞歷山卓貝伊，於勒班陀戰役陣亡。
- 10月21日——北条氏康，永正12年（1515年）~元龟2年（1571年），后北条氏第三代家督。